# Södra Kedums distrikt
Södra Kedums distrikt är ett distrikt i Vara kommun och Västra Götalands län. 
Distriktet ligger sydväst om Vara. 

## Tidigare administrativ tillhörighet
Distriktet inrättades 2016 och utgörs av en del av området som Vara köping omfattade till 1971, delen som före 1967 utgjorde socknen Södra Kedum.
Området motsvarar den omfattning Södra Kedums församling hade vid årsskiftet 1999/2000.